# Tim Johnston
Timothy Frederick Kemball „Tim“ Johnston (* 11. März 1941 in Oxford; † 9. Oktober 2021 in Den Haag, Niederlande) war ein britischer Leichtathlet.

## Karriere
Timothy Johnston besuchte von 1954 bis 1959 die Bedales School in der englischen Grafschaft Hampshire, danach das Eton College und die Cambridge University. Er war zunächst Cross-Country-Läufer, ehe er auf der Bahn und der Straße seine Erfolge feierte. In Cambridge trainierte er mit Herb Elliott zusammen, der ihn in ein intensives Tempolauftraining entsprechend seinem früheren Trainer Percy Cerutty führte. Am 16. Oktober 1965 stellte Johnston in Walton-on-Thames mit 1:32:34,6 h einen Weltrekord über 30.000 m auf. 1966 siegte er beim Lidingöloppet, und 1967 gewann er für England startend Silber beim Cross der Nationen.
1968 wurde er Englischer Meister über sechs Meilen in 27:22,17 min und im Marathon in 2:15:26 h. Im selben Jahr gewann er das Around the Bay Road Race.
1967 qualifizierte sich Johnston für die Olympischen Spiele 1968 in Mexiko-Stadt. Um sich auf die klimatischen Bedingungen in Mexiko vorzubereiten, ging er in ein Höhentrainingslager. Im olympischen Marathonlauf von Mexiko-Stadt zeigte sich Johnston auf den ersten 25 Kilometern in guter Verfassung. Jedoch hatte er danach mit Seitenstechen zu kämpfen und wurde am Ende Achter. Eine weitere Olympiateilnahme vier Jahre später in München blieb ihm wegen einer Verletzung an der Achillessehne verwehrt.
1969 siegte er beim Karl-Marx-Stadt-Marathon. Im Jahr darauf wurde er Siebter beim Polytechnic Marathon und Vierter bei der Englischen Meisterschaft über 10.000 m. Am 5. September 1970 wurde er beim Weltrekordlauf von Jim Alder über 30.000 m (1:31:30,4 h) mit einer halben Minute Abstand Zweiter.
Bei der Englischen Meisterschaft im Marathon wurde er 1975 Vierter und 1976 Achter. 1982 und 1983 wurde er Seniorenweltmeister im Marathon.
Als Übersetzer juristischer Texte arbeitete er für die Europäischen Wirtschaftsgemeinschaft und den Internationalen Gerichtshof. Im Jahr 2016 schrieb Johnston eine Biografie von Otto Peltzer mit dem Titel His Own Man: The Biography of Otto Peltzer, Champion Athlete, Nazi Victim, Indian Hero. Illustriert wurde das Buch von Donald Macgregor.

## Persönliche Bestzeiten
- 10.000 m: 28:47,74 min, 7. August 1970, London
- Stundenlauf: 19,823 km, 5. September 1970, London (Zwischenzeit)
- 20.000 m: 1:00:34,4 h, 5. September 1970, London (Zwischenzeit)
- 25.000 m: 1:16:20,6 h, 5. September 1970, London (Zwischenzeit)
- 30.000 m: 1:31:56,4 h, 5. September 1970, London
- Marathon: 2:15:26 h, 27. Juli 1968, Cwmbran
- 50.000 m: 2:55:07 h, 16. Oktober 1982, London (Zwischenzeit)

## Publikation
- Tim Johnston und Donald Macgregor: His own man: the biography of Otto Peltzer, champion athlete, Nazi victim, Indian hero. Pitch, Worthing 2016. ISBN 978-1-78531-190-1